# 斯科特·瑞安

斯科特·迈克尔·瑞安（英語：Scott Michael Ryan，1973年5月12日—）是一位澳洲前政治人物，他的黨籍是澳洲自由黨。自2008年開始，他是代表維多利亞州的澳大利亞參議院議員之一。他出生在布里斯班，毕业于墨尔本大学。曾在马尔科姆·特恩布尔内阁中担任数项职务。
擔任澳大利亚联邦参议院议长近4年之後，宣布退出政壇。